# Montégut (Gers)
Montégut é uma comuna francesa na região administrativa de Occitânia, no departamento de Gers. Estende-se por uma área de 11,42 km². Em 2010 a comuna tinha 679 habitantes (densidade: 59,5 hab./km²).